# Guaíba
Guaíba é um município da Região Metropolitana de Porto Alegre, no estado do Rio Grande do Sul, no Brasil.

## História
No atual território do município de Guaíba, encontramos sítios arqueológicos representativos da cultura guarani. Segundo Laroque (2002), a primeira e mais antiga tradição localizada nos campos abertos ao longo da borda do rio Sinos, Caí, Taquari, Pardo, Jacuí e Laguna dos Patos é a tradição umbu, conhecida também, como o povo da flecha. Estas populações indígenas teriam vivido entre 10000 e 6000 a.C.
Os guaranis, pertencentes à família linguística tupi-guarani e portadores da tradição ceramista tupi-guarani, ocupavam as várzeas dos grandes rios, como o Uruguai, Jacuí e seus afluentes ou junto à Laguna dos Patos. Eram horticultores e ótimos ceramistas, mas também se dedicavam à caça e à pesca, além de praticarem a antropofagia.
É possível afirmar que, nas terras onde temos o município de Guaíba, ocorreram muitos confrontos entre índios e colonizadores, tanto espanhóis como portugueses. Estas populações sofreram violenta redução demográfica, lutando por seu espaço. Porém, o avanço colonial e nacional os empurrou para a desestruturação cultural e a redução física de seu território, causando sérias consequências que atingem seus descendentes até hoje.
A disputa de fronteiras travada nos domínios sul-americanos entre Portugal e Espanha envolveu, também, a área que compreende o atual município de Guaíba. A distribuição das sesmarias foi um sistema utilizado pela coroa portuguesa durante o Brasil Colônia, para que terras devolutas, no sul do Brasil, fossem ocupadas. O sesmeiro, de origem portuguesa ou açoriana, deveria ocupar as terras com a criação do gado vacum, cavalar e muar, erguer a sede da sesmaria e benfeitorias como olaria, charqueadas, galpões, senzalas, capela, cemitério e arvoredos. Além de organizar economicamente suas terras, deveria também defendê-las militarmente a favor de Portugal a fim de evitar a ocupação espanhola e guarani.

### Sesmarias
Depois da vitória sobre os espanhóis (1776), todo o território ao sul do Rio Jacuí foi ocupado pelos portugueses, até os limites determinados, em 1777, pelo Tratado de Santo Ildefonso. Foram distribuídas sesmarias em toda esta área.
As terras, pertenceram à sesmaria de Antônio Ferreira Leitão. Concedida oficialmente em 1793, possuía três léguas de comprimento e uma légua de largura (13 km²). Ferreira Leitão era casado com Maria Meireles de Meneses, neta de Jerônimo de Ornelas, sesmeiro que se estabeleceu nos altos do Morro Santana, em Porto Alegre, em 1732.

### Berço da Revolução Farroupilha
A antiga sesmaria de Antônio Ferreira Leitão passou, por herança, para sua filha dona Isabel Leonor, casada com José Gomes de Vasconcelos Jardim.Esta fazenda foi escolhida pelos líderes farroupilhas como ponto de encontro para as últimas tratativas referentes à tomada de Porto Alegre, por ser um local estratégico militar. Na casa de Gomes Jardim (mais tarde vice-presidente da República Riograndense) e sob a sombra do Cipreste Farroupilha, foram acertados os planos para a invasão da capital da província, o que ocorreu às 23 horas da noite do dia 19 para 20 de setembro de 1835. Gomes Jardim liderando 60 homens, partiu da conhecida Praia da Alegria para atravessar o Guaíba e unir-se às forças de Onofre Pires que já esperavam na margem esquerda.
O título "Guaíba Berço da Revolução Farroupilha" surgiu na década de 1960, quando um Centro de Tradições Gaúchas de Porto Alegre chamado Maragato, com sede provisória em Guaíba, em um desfile de cavalarianos no 20 de setembro, carregou uma faixa com estes dizeres, homenageando o município. Deste momento em diante, a população guaibense nunca mais deixou de citar a homenagem recebida.

### Pedras Brancas
O povoado das Pedras Brancas, ao que tudo indica, surgiu na segunda metade do século XIX, por ser ponto de parada obrigatória para o gado. Assim, surgem as charqueadas com a presença da mão-de-obra escrava, do peão campeiro, dos tropeiros e tropas de gado em nossa região. Surgiu então, um pequeno vilamento com infraestrutura voltada para a economia pastoril. Ao mesmo tempo, as terras do atual município de Guaíba eram passagem para todos aqueles que, da região Sul e Oeste, desejassem chegar até Porto Alegre.
A travessia era feita pelas águas do Lago Guaíba. Para o escoamento da produção e transporte de passageiros foram utilizados, inicialmente, pirogas (embarcações indígenas), canoas, barcos a vela e na segunda metade do século XIX o barco a vapor.
A denominação Pedras Brancas está vinculada à formação rochosa existente na região, com aproximadamente 600 milhões de anos, e que apresenta as rochas mais antigas do planeta, entre elas granito em forma de monólitos ou matações. Este tipo de rocha é característico do Escudo Riograndense.

### Início da urbanização
Segundo o escritor Fernando Worm, a Igreja de Nossa Senhora do Livramento foi fundada por alvará imperial de Sua Majestade D. Pedro II em 17 de fevereiro de 1857. O terreno foi doado por dona Isabel Leonor por promessa feita à Mãe de Jesus, para a qual pediu, no momento do parto, que protegesse a sua vida e a do filho que esperava. A elevação da Capela do Distrito das Pedras Brancas à condição de Freguesia marca o processo de transformação da antiga fazenda em incipiente vila.
No ano de 1860, encontram-se as primeiras demarcações de lotes com os respectivos nomes de ruas, caracterizando assim o início do processo de urbanização.
No Rio Grande do Sul a corrente imigratória reiniciou com o término da Guerra Farroupilha (1845). Mais tarde em 1889 chegaram à Serra do Herval (denominada assim até 1889), colonos poloneses, italianos e alemães. A demarcação dos lotes terminou em outubro de 1888, envolvendo 34 quadras e mais de 200 lotes. No início a vila era chamada de Vila Bela, depois Serro Negro e finalmente de Mariana Pimentel.
A colônia de Sertão Santana foi criada em 1893 por iniciativa particular, predominando os imigrantes alemães Os colonos dedicaram–se à agricultura familiar, tendo como principais produtos a batata doce, o fumo, o arroz, o milho e a criação de animais.
Quanto aos imigrantes suíço-valesanos, estes chegaram no ano de 1895 na localidade conhecida como Serrinha e Cerro Maximiliano.
O ano de 1926 foi o ano da emancipação política do então Nono Distrito de Porto Alegre – Pedras Brancas. O município criado em 14 de outubro de 1926 foi batizado de Guaíba em homenagem ao Lago Guaíba. Esta denominação aparecia em antigos textos e mapas do século XIX. Segundo Teodoro Sampaio, a palavra Guaíba é de origem tupi, gua-ybe e tem o sentido de "baía de todas as águas". A grafia arcaica era Guahyba. O desejo de emancipação expressou o sentimento de autossuficiência econômica e política. O município de Guaíba criado pelo Decreto 3 697, de 14 de outubro de 1926, do presidente do estado Borges de Medeiros. Foi formado a partir dos territórios de Pedras Brancas, Barra do Ribeiro e Mariana Pimentel ; respectivamente 9º, 10º e 11º distritos de Porto Alegre.

## Geografia
Localizado na margem direita do Guaíba, um lago em que cinco rios desembocam daí para o oceano Atlântico após passar pela Lagoa dos Patos e ponto de encontro das duas rodovias federais que ligam o Brasil à Argentina e Uruguai, o município de Guaíba apresenta condições singulares de logística para empreendimentos que visam atender aos mercados do Mercosul com produtos e serviços de qualidade internacional.
Inserida na região metropolitana de Porto Alegre, principal polo econômico e cultural da região, Guaíba conta com ampla infraestrutura de energia, serviços de comunicação, rede de ensino e serviços de saúde, complementados por adequada disponibilidade de mão-de-obra qualificada e a presença de importante indústrias exportadora certificadas pelas normas ISO 9000 e 14000.
O acesso em menos de trinta minutos ao aeroporto internacional completa o quadro favorável ao desenvolvimento acelerado do agro business, indústria, comércio e turismo, neste município com grandes áreas disponíveis para estas atividades. A localização no estado de melhor qualidade de vida do país, segundo a Organização das Nações Unidas para a Educação, a Ciência e a Cultura, é um atrativo adicional investidores internacionais que sabem identificar oportunidades.

### Relevo
Principalmente campos, várzeas e alguns cerros. Guaíba apresenta também alguns morros como o Morro da Hidráulica, que se localiza ao lado do Centro da cidade, o morro da antena, entre outros. É previsto a criação de um parque no atual Morro da Hidráulica para preservar a região, onde se encontra uma reserva de mata atlântica, com diferentes espécies de pássaros e animais. Há também plantas únicas na região que são encontradas por lá. 

### Clima
O clima no município é subtropical, com as quatro estações do ano bem definidas. A amplitude térmica é elevada, com calor no verão e frio no inverno. O índice pluviométrico é de aproximadamente 1 390 milímetros anuais, regularmente distribuídos ao longo do ano.
| Dados climatológicos para Guaíba | Dados climatológicos para Guaíba | Dados climatológicos para Guaíba | Dados climatológicos para Guaíba | Dados climatológicos para Guaíba | Dados climatológicos para Guaíba | Dados climatológicos para Guaíba | Dados climatológicos para Guaíba | Dados climatológicos para Guaíba | Dados climatológicos para Guaíba | Dados climatológicos para Guaíba | Dados climatológicos para Guaíba | Dados climatológicos para Guaíba | Dados climatológicos para Guaíba |
| Mês                              | Jan                              | Fev                              | Mar                              | Abr                              | Mai                              | Jun                              | Jul                              | Ago                              | Set                              | Out                              | Nov                              | Dez                              | Ano                              |
| -------------------------------- | -------------------------------- | -------------------------------- | -------------------------------- | -------------------------------- | -------------------------------- | -------------------------------- | -------------------------------- | -------------------------------- | -------------------------------- | -------------------------------- | -------------------------------- | -------------------------------- | -------------------------------- |
| Temperatura máxima média (°C)    | 29,6                             | 28,5                             | 26                               | 23                               | 19,9                             | 19,2                             | 19,3                             | 20,9                             | 23,1                             | 25,7                             | 28,1                             | 26,3                             | 24,1                             |
| Temperatura média (°C)           | 24,8                             | 24                               | 21,6                             | 18,5                             | 15,6                             | 14,8                             | 14,9                             | 16,4                             | 18,1                             | 20,6                             | 22,7                             | 21,6                             | 19,5                             |
| Temperatura mínima média (°C)    | 20,1                             | 19,5                             | 17,3                             | 14,1                             | 11,4                             | 10,4                             | 10,6                             | 11,9                             | 13,2                             | 15,5                             | 17,4                             | 16,9                             | 14,9                             |
| Precipitação (mm)                | 112                              | 117                              | 116                              | 101                              | 106                              | 130                              | 126                              | 125                              | 134                              | 115                              | 100                              | 105                              | 1 387                            |
| Fonte: Climate-Data.org          |                                  |                                  |                                  |                                  |                                  |                                  |                                  |                                  |                                  |                                  |                                  |                                  |                                  |

## População

### Por ano
| 1970   | 1980   | 1991   | 1996   | 2000   | 2007   | 2010 (29 de novembro de 2010) |
| ------ | ------ | ------ | ------ | ------ | ------ | ----------------------------- |
| 33 680 | 55 054 | 83 080 | 85 969 | 94 307 | 93 578 | 95 230                        |

### Por idade
| 0 a 4 | 5 a 9 | 10 a 19 | 20 a 29 | 30 a 39 | 40 a 49 | 50 a 59 | acima de 60 |
| ----- | ----- | ------- | ------- | ------- | ------- | ------- | ----------- |
| 9%    | 9%    | 20%     | 17%     | 16%     | 13%     | 8%      | 8%          |

### Personalidades históricas
- Gomes Jardim
- Carlos Nobre
- Fernando Worm
- Ruy Coelho Gonçalves
- Gastão Leão
- Solon Tavares
- Ismael Chaves Barcelos
- Ilton Daniel Ovalhe
- Otaviano Manoel de Oliveira Junior
- Chucha Ariel

## Economia

### Empresas e Indústrias
Entre as empresas e indústrias do município destacam-se a Celulose Riograndense, em atual fase de expansão, a Sulfato Rio Grande, Santher, Thyssen Krupp Elevadores, Chimarrito Produtos e Serviços Ltda, Expresso Rio Guaíba Ltda, Boise Cascade do Brasil,(Empresa comprada pela empresa que hoje é a Celulose Riograndense em 2005) Inbrape, Celupa entre outras instalações como o centro de distribuição de automóveis da Toyota.

### Rua São José
A Rua São José é o principal ponto de comércio da cidade. Onde está localizada a maior parte das lojas de eletrodomésticos, eletroeletrônicos e móveis da cidade, bem como lojas de variedades e bazar em geral. É considerada o coração do centro de Guaíba.

## Saúde
Há dois postos de assistência médica, localizados no centro do município com clínicas básicas e especializadas, uma agência de transfusão de sangue, uma farmácia básica, serviço de eletrocardiograma e ecografia abdominal e sete unidades básicas na periferia, mantidos pelo serviço público. Uma clínica traumatológica, uma clínica nefrológica, uma clínica fisioterápica e um hospital filantrópico. Na saúde, uma unidade móvel odonto médica, um banco de sangue, nove unidades assistenciais, entre elas o Centro de Saúde do Estado e Ambulatório Municipal e mais sete Postos periféricos mantidos pelo estado e município.
São também desenvolvidos pela Secretaria Municipal da Saúde os seguintes programas e serviços: Guaíba Abraça a Família (foco principal na redução da mortalidade infantil - responsável por significativa redução de óbitos de crianças de zero a um ano de idade), hiperdia (hipertensos e diabéticos), saúde mental, Serviço de Assistência Especializada em doenças sexualmente transmissíveis/AIDS, Serviço de Oxigenioterapia, entre outros.

## Turismo
Guaíba faz parte da região turística da Costa Doce. O roteiro turístico em Guaíba é bem variado, além de museus, parques e pontos turísticos, a cidade recebe eventos casuais. Na Praça da Bandeira, acontecem alguns dos principais eventos da cidade, como o Dia da Bíblia, organizado pelo Conselho de Pastores de Guaíba (COPEG), a Chocoart, a Festpeixe e a Feira do Livro. Acontece também de dois em dois anos, no Ginásio Rui Coelho Gonçalves (Coelhão) a Expofeira, uma feira de eventos, produtos, artigos, espetáculos etc.
Outro pontos de interesse no município são, a Escadaria 14 de Outubro, o Mercado Público (atualmente em reforma), o Parque da Juventude, o Matadouro São Geraldo, a calçada Beira do Guaíba e o Píer, a Praia da Alegria e o Cipreste centenário, que fica ao lado da Casa de Gomes Jardim, e que simboliza um marco na história da Revolução Farroupilha.
Atualmente, Guaíba conta com um passeio de jardineira pelos pontos turísticos da cidade, oferecido principalmente para os turistas que chegam na cidade através de catamarã.
Atualmente, Guaíba também é reconhecida por todo o país como a cidade da mentira. O seu principal ponto turístico é o dedo da mentira, um dedo indicador apontado para o céu, em homenagem ao arquiteto renomado Marcelo Rubens.

### Biblioteca Municipal
Conta com a Biblioteca Municipal Darcy Azambuja e seu grande acervo. Está localizada no centro da cidade, na Rua Serafim Silva, ao lado da Brigada Militar, do antigo presídio municipal e em frente a Praça da Bandeira.

### Carnaval
Em 2007, Guaíba retomou seu típico carnaval após dez anos de pausa desde a sua última edição. Desde 2020, desfilam as escolas de samba: Império Serrano, Estado Maior da Colina e Academia de Samba Cohab-Santa Rita.

### Orla
É constituída de um calçadão principal na avenida João Pessoa com bancos e um Píer, o qual se localiza no centro da beira. É um local popular nos finais de semana. O público alvo são os jovens e adolescentes, que vão para caminhar, tomar chimarrão, se distrair, namorar e apreciar a bela vista do Lago Guaíba, proporcionada a partir deste lugar. Pode-se avistar com detalhes a capital gaúcha, Porto Alegre, bem como seus montes e edifícios.[carece de fontes?]

## Esportes
O Guaíba Futebol Clube é o principal time de futebol da cidade. A Associação Guaibense de Futsal (AGF) é o principal time de futsal da cidade, disputa o Campeonato Gaúcho de Futsal Profissional. A cidade também conta com esportes como a Patinação Artística.
Alguns esportes como o taekwondo, a canoagem e o hapkido também possuem destaque na cidade.